# Кадария, Ражден Константинович
Ражден Константинович Кадария (1912 год, село Ахалсопели, Зугдидский уезд, Кутаисская губерния, Российская империя — неизвестно, село Ахалсопели, Зугдидский район, Грузинская ССР) — бригадир колхоза «Колхида» Зугдидского района, Грузинская ССР. Герой Социалистического Труда (1950).

## Биография
Родился в 1912 году в крестьянской семье в селе Ахалсопели Зугдидского уезда. Окончил местную начальную школу, потом трудился в сельском хозяйстве. Во время коллективизации вступил в колхоз «Колхида» Зугдидского района. В послевоенное время — бригадир в этом же колхозе.
В 1949 году бригада под его руководством собрала в среднем с каждого гектара по 7232 килограмма сортового чайного листа с площади 6 гектаров. Указом Президиума Верховного Совета СССР от 19 июля 1950 года удостоен звания Героя Социалистического Труда за «получение высоких урожаев сортового зелёного чайного листа и цитрусовых плодов в 1950 году» с вручением ордена Ленина и золотой медали «Серп и Молот» (№ 5259).
Этим же указом званием Героя Социалистического Труда были награждены председатель колхоза Калистрат Михайлович Шерозия, бригадиры Ян Парнаозович Джабуа, Лаврентий Ерастович Джоджуа, звеньевые Даниел Учанович Дараселия, Владимир Владимирович Джабуа, Имения Степанович Джабуа, колхозницы Ксения Тарасхановна Дараселия, Лена Алмасхановна Дараселия, Тамара Владимировна Латария и Ольга Тарасовна Рогава.
За выдающиеся трудовые достижения в 1950 году награждён вторым Орденом Ленина.
После выхода на пенсию проживал в родном селе Ахалсопели Зугдидского района. Дата смерти не установлена.
Награды
- Герой Социалистического Труда
- Орден Ленина — дважды (1950; 01.09.1951)
- Орден Трудового Красного Знамени (29.08.1949)